# Frans Weisglas
Frans Weisglas (ur. 8 sierpnia 1946 w Hadze) – holenderski polityk, dyplomata i urzędnik państwowy, w latach 2002–2006 przewodniczący Tweede Kamer.

## Życiorys
Absolwent ekonomii na Uniwersytecie Erazma w Rotterdamie (1970). W 1967 wstąpił do Partii Ludowej na rzecz Wolności i Demokracji (VVD). W latach 1970–1982 pracował w ministerstwie spraw zagranicznych. Był m.in. trzecim i drugim sekretarzem w stałym przedstawicielstwie Holandii przy Organizacji Narodów Zjednoczonych w Genewie oraz sekretarzem ministerstwa ds. współpracy na rzecz rozwoju.
W 1982 po raz pierwszy z ramienia VVD uzyskał mandat posła do Tweede Kamer. Do niższej izby Stanów Generalnych był następnie wybierany w wyborach w 1986, 1989, 1994, 1998 i 2002. W maju 2002 wybrany na przewodniczącego Tweede Kamer. Utrzymał tę funkcję również po przedterminowych wyborach ze stycznia 2003, pełniąc ją do listopada 2006.
Wycofał się następnie z działalności politycznej, podejmując zatrudnienie w branży szkoleniowej i doradczej. Zaangażowany także w działalność społeczną m.in. w ramach organizacji na rzecz praw dzieci Terre des Hommes.

## Odznaczenia
- Kawaler Orderu Oranje-Nassau (Holandia, 2006)
- Kawaler Orderu Lwa Niderlandzkiego (Holandia, 1995)
- Komandor Orderu Leopolda (Belgia, 2006)
- Krzyż Wielki Orderu Korony Dębowej (Luksemburg, 2006)[1]